# The Sound of White
The Sound of White é o álbum de estreia da cantautora de pop australiana Missy Higgins, lançado em 6 de setembro de 2004 pela Eleven. Higgins fechou contratos de gravação com a Eleven e com a Warner Bros. ainda no ensino médio, após vencer um concurso promovido pela rádio australiana Triple J. Sua canção vencedora, "All For Believing", está incluída no álbum. Após viajar em 2002, Higgins fez uma turnê em 2003, quando escreveu diversas músicas para o álbum. A maior parte destas foi composta apenas por ela, contudo ela contou com as parcerias de Kevin Griffin, Jay Clifford e Clif Magness em em três músicas. The Sound of White foi gravado em 2004 pelo produtor britânico John Porter.
O primeiro single do álbum foi "Scar", lançado em agosto de 2004, antes mesmo do lançamento do álbum. Três outros singles foram lançados: "Ten Days", em novembro, "The Special Two" em abril de 2005 e "The Sound of White" em agosto. O disco teve uma recepção mista da crítica, contudo atingiu sucesso comercial, alcançando a primeira posição da parada de venda de discos da Australian Recording Industry Association e vendendo mais de 630 mil cópias, o que lhe rendeu uma certificação de nove discos de platina da associação. The Sound of White foi indicado para cinco categorias do ARIA Awards de 2004, vencendo na categoria "Melhor Disco de Pop". Já no ano seguinte, foi indicado para oito categorias, vencendo cinco. Em 2005, Higgins ganhou o prêmio de "Canção do Ano" da Australasian Performing Right Association por "Scar".

## Lista de faixas
A album teve poucas variações entre sua versão australiana e sua versão internacional, que substituiu a faixa "Casualty" pela "Unbroken". Já a faixa "They Weren't There" foi transformada em faixa secreta e a canção "Scar" foi remixada, tornando-se conhecida como o "Jay Newland Mix".

### Versão australiana
Todas as faixas foram escritas por Missy Higgins, exceto onde especificado.
1. "All for Believing"  – 3:27
2. "Don't Ever" (Kevin Griffin, Higgins)  – 2:52
3. "Scar" (Griffin, Higgins)  – 3:36
4. "Ten Days" (James Major Clifford, Higgins)  – 3:45
5. "Nightminds"  – 3:19
6. "Casualty"  – 4:14
7. "Any Day Now"  – 3:51
8. "Katie"  – 3:35
9. "The River" (Higgins, Clif Magness)  – 4:28
10. "The Special Two"  – 4:27
11. "This Is How It Goes"  – 3:32
12. "The Sound of White"  – 4:49
13. "They Weren't There"  – 4:07

### Versão internacional
1. "All for Believing"  – 3:27
2. "Ten Days"  – 3:45
3. "Scar" (Jay Newland Mix)  – 3:32
4. "Don't Ever"  – 2:52
5. "Nightminds"  – 3:13
6. "Unbroken" (Griffin, Higgins)  – 3:41
7. "Any Day Now"  – 3:51
8. "Katie"  – 3:35
9. "The River"  – 4:23
10. "The Special Two"  – 4:27
11. "This Is How It Goes"  – 3:28
12. "The Sound of White"  – 9:06 (inclui o tempo da faixa seguinte)
13. "They Weren't There" (faixa secreta)

## Posições nas Paradas

### Álbum
| Parada                   | Melhor Posição |
| ------------------------ | -------------- |
| Australian Albums Chart  | 1              |
| New Zealand Albums Chart | 19             |